# Лихачёв, Василий Богданович
Василий Богда́нович Лихачёв — русский стольник, московский дворянин, посол в Италию.
В 1629 году патриарший стольник, в 1636—1668 годы — дворянин московский, в 1641 году — воевода в Цивильске. В июле 1656 года, во время русско-польской войны (1654—1667) при царе Алексее Михайловиче, был в Полоцке приставом у послов немецкого императора, а 10 августа под Кукейносом — приставом у датского посланника.
Ездил в 1659—1660 годах вместе с дьяком Иваном Фоминым и свитою в 28 человек во Флоренцию с поручением от царя Алексея Михайловича благодарить «флорентинского дука Фердинандуса» за ласковый приём Чемоданова и Посникова.
Путь Лихачёва лежал от Архангельска морем в Ливорно; обратно он ехал сухим путём до Амстердама, а оттуда — снова морем. Составленное им описание путешествия хранится в Москве, в архиве Министерства иностранных дел; в извлечении оно было напечатано в «Российской Вивлиофике» (т. IV), а полностью — в «Памятниках дипломатических сношений» (т. X) и отдельно Чертковым: «Описание посольства, отправленного в 1659 г. от царя Алексея Михайловича к Фердинанду II, великому герцогу тосканскому» (М., 1840). По справедливому замечанию А. А. Григорьева, Лихачёв является «типичным представителем допетровского склада мысли; выше всего он ставит русскую веру и русское величие».